# Kröppen
Kröppen ist eine Ortsgemeinde im Landkreis Südwestpfalz in Rheinland-Pfalz. Sie gehört der Verbandsgemeinde Pirmasens-Land an und ist Grenzort zu Frankreich.

## Geographie

### Lage
Kröppen liegt am Rand des Zweibrücker Hügellandes unmittelbar an der Grenze zu Frankreich. Es gehört zu den Dörfern der Hackmesserseite. Nordöstlich befindet sich Vinningen, südöstlich Trulben, im Süden Hilst und Schweix sowie westlich – auf französischer Seite – liegt Walschbronn. Zu Kröppen gehören zusätzlich die Wohnplätze Einöderwiesenhof und Stausteinerhof. Weiter westlich gehört eine unbewohnte Exklave zu Kröppen, wodurch sie die am weitesten westlich liegende Ortsgemeinde der Verbandsgemeinde Pirmasens-Land darstellt. Diese grenzt im Uhrzeigersinn an Bottenbach, Riedelberg und Großsteinhausen.

### Gewässer
Die Trualbe bildet im Südwesten großteils die Gemarkungsgrenze. Nördlich des Siedlungsgebiets verläuft der Laufersbach. Der Bottenbach bildet die nördliche Grenze der Exklave.

Ortspanorama von Kröppen

## Geschichte

### Mittelalter
Die älteste erhaltene Erwähnung von Kröppen stammt von 1267. Das Dorf Kröppen lag im Amt Lemberg der Grafschaft Zweibrücken-Bitsch und dort in der gleichnamigen Amtsschultheißerei Kröppen.

### Neuzeit
1570 verstarb Graf Jakob von Zweibrücken-Bitsch (* 1510; † 1570) als letztes männliches Mitglied seiner Familie. Das Amt Lemberg erbte seine Tochter, Ludovica Margaretha von Zweibrücken-Bitsch, die mit dem (Erb-)Grafen Philipp (V.) von Hanau-Lichtenberg verheiratet war. Ihr Schwiegervater, Graf Philipp IV. von Hanau-Lichtenberg, gab durch die sofortige Einführung des lutherischen Bekenntnisses dem streng römisch-katholischen Herzog Karl III. von Lothringen Gelegenheit, militärisch zu intervenieren, da dieser die Lehnshoheit über die ebenfalls zum Erbe gehörende Herrschaft Bitsch besaß. Im Juli 1572 besetzten lothringische Truppen die Grafschaft. Da Philipp IV. der lothringischen Übermacht nicht gewachsen war, wählte er den Rechtsweg. Beim anschließenden Prozess vor dem Reichskammergericht konnte sich Lothringen hinsichtlich der Herrschaft Bitsch durchsetzen, das Amt Lemberg dagegen – und somit auch Kröppen – wurde der Grafschaft Hanau-Lichtenberg zugesprochen. Der Vertrag, der den Streit beendete, enthielt auch einen Passus, der den Katholiken eine freie Glaubensausübung in Kröppen garantierte.
1736 starb mit Graf Johann Reinhard III. der letzte männliche Vertreter des Hauses Hanau. Aufgrund der Ehe seiner einzigen Tochter, Charlotte (* 1700; † 1726), mit dem Erbprinzen Ludwig (VIII.) (* 1691; † 1768) von Hessen-Darmstadt fiel die Grafschaft Hanau-Lichtenberg nach dort. Im Zuge der Französischen Revolution fiel dann der linksrheinische Teil der Grafschaft Hanau-Lichtenberg – und damit auch das Amt Lemberg und Kröppen – 1794 an Frankreich. Zunächst unterstand der Ort dem Kanton Breidenbach. Ab 1801 war Kröppen in den Kanton Bitche eingegliedert. 1802 hatte die Gemeinde insgesamt 436 Einwohner. 1814 wechselte der Ort in den Kanton Pirmasens.
1815 wurde der Ort nach dem Ende der napoleonischen Herrschaft zunächst Österreich zugeschlagen. Bereits ein Jahr später kam Kröppen zum bayerischen Rheinkreis.
1939 wurde Kröppen in den Landkreis Pirmasens (ab 1997 Landkreis Südwestpfalz) eingegliedert. Da der Ort sich in der Roten Zone befand wurden die Bewohner mit Beginn des Zweiten Weltkriegs vorübergehend evakuiert. Nach dem Krieg wurde die Gemeinde innerhalb der französischen Besatzungszone Teil des 1946 neu gebildeten Landes Rheinland-Pfalz. Im Zuge der ersten rheinland-pfälzischen Verwaltungsreform wurde die Gemeinde 1972 der neugeschaffenen Verbandsgemeinde Pirmasens-Land zugeordnet.

## Religion
Bis zum 18. Jahrhundert war die Gemeinde gegenüber der Abtei Stürzelbronn zehntpflichtig. Vor der Französischen Revolution gehörte sie zur Pfarrei von Walschbronn.

## Politik

### Gemeinderat
Der Gemeinderat in Kröppen besteht aus zwölf Ratsmitgliedern, die bei der Kommunalwahl am 9. Juni 2024 in einer Mehrheitswahl gewählt wurden, und dem ehrenamtlichen Ortsbürgermeister als Vorsitzendem.

### Bürgermeister
Steffen Schwarz wurde am 1. März 2018 vom Gemeinderat erstmals zum Ortsbürgermeister von Kröppen gewählt. Bei der Direktwahl am 26. Mai 2019 wurde er mit einem Stimmenanteil von 90,00 % und am 9. Juni 2024 als einziger Bewerber mit  83,0 % jeweils für weitere fünf Jahre in seinem Amt bestätigt. Durch die Wahl im Jahr 2018 wurde eine zweieinhalbjährige Vakanz beendet, die entstanden war, nachdem sein Vater, Ortsbürgermeister Ottmar Schwarz, am 30. September 2015 überraschend verstorben war.

### Wappen
| Wappen von Kröppen | Blasonierung: „In Bogenteilung von Grün und Gold zum Schildfuß geteilt, oben ein silberner Pflug, überhöht von einem silbernen Eichenzweig mit silberner Eichel und zwei silbernen Eichenblättern, beseitet links von einem goldenen Frakturbuchstaben K, rechts von einem durchgehenden goldenen Krummstab in verwechselter Tinktur, unten drei rote Sparren.“ |
| Wappen von Kröppen | Wappenbegründung: Die Sparren entstammen dem Wappen von Hanau-Lichtenberg. Die Flagge ist Gelb-Rot geviert. |

## Kultur

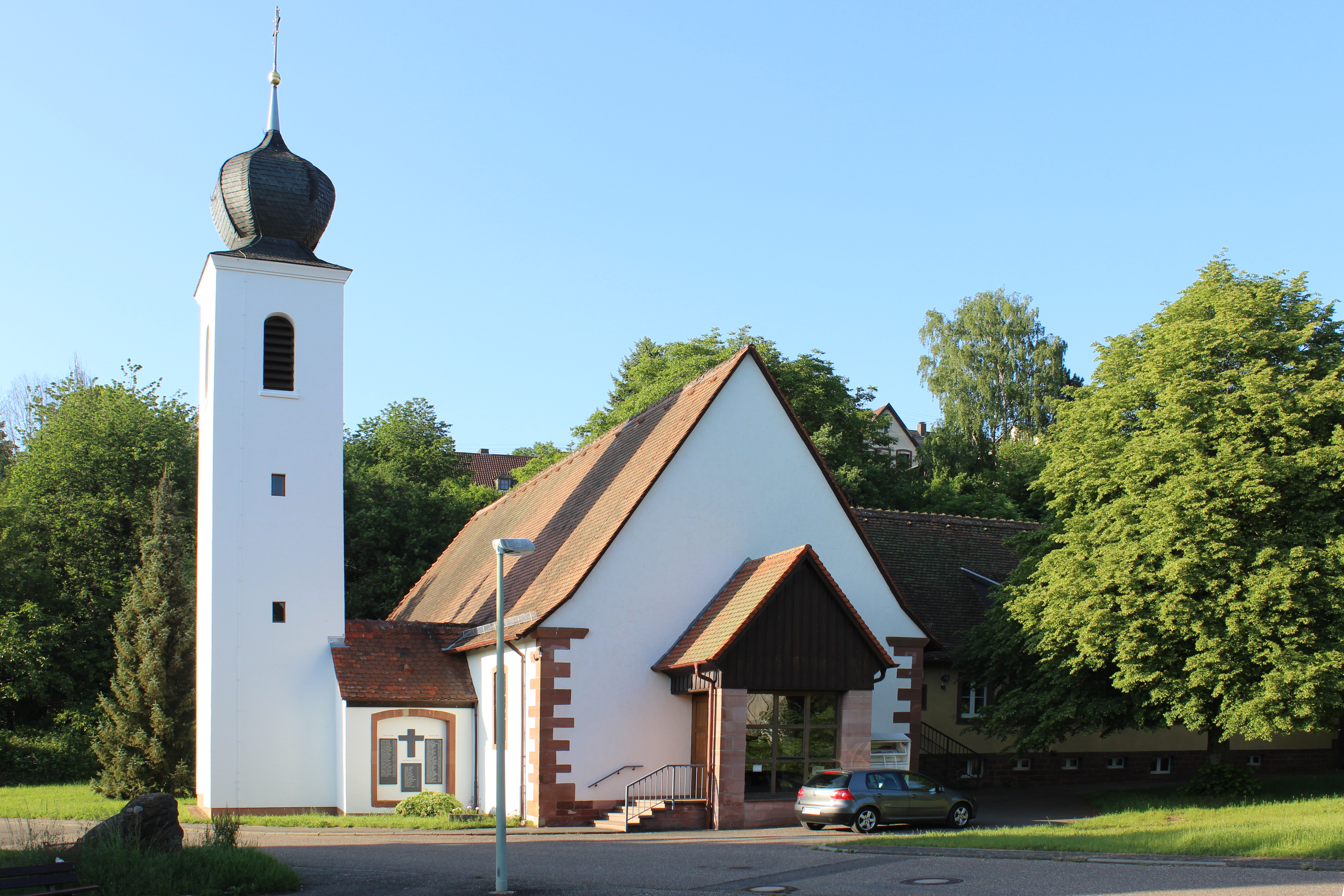
Denkmalgeschützte Kirche

### Kulturdenkmäler
Vor Ort befinden sich insgesamt vier Objekte, die unter Denkmalschutz stehen.

### Natur
Innerhalb des Gemeindegebiets existieren drei Naturdenkmale.

## Wirtschaft und Infrastruktur

### Wirtschaft
In der Gemeinderatssitzung vom 27. auf den 28. Februar 2020 waren unter anderem die Straßenführung des Neubaugebiets „In den Stockwiesen“ sowie wichtige Beschlüsse für den Bau eines Supermarkts und dessen Baubeginn im März Thema der Sitzung. So trägt die neu erschlossene Straße, von der Landesstraße abgehend, den Namen „Belle Vue“. Der deutsch-französische Freundschaftsmarkt wurde am 18. Februar 2021 offiziell eröffnet. Der Projektentwickler befindet sich außerdem aktuell an der Erschließung von sechs Bauplätzen im Neubaugebiet „In den Stockwiesen“, welche alle bereits verkauft sind. Die Ortsgemeinde Kröppen will in einem dritten Bauabschnitt 17 weitere Bauplätze ausweisen.
Die örtliche Raiffeisenkasse Kröppen eGmbH fusionierte 1971 mit der Raiffeisenbank Vinningen eGmbH, die über den Umweg mehrerer weiterer Fusionen in der heutigen VR-Bank Südwestpfalz Pirmasens-Zweibrücken aufging.

### Energie
Die Ortsgemeinde verfügt über den Solarpark Kröppen, welcher sich im Bereich Feuerwehrhaus / Sportplatz befindet. Dieser wurde 2011/2012 in Betrieb genommen. Geplant wurde er vom Ingenieurbüro Wonka aus Nünschweiler.
Im Norden und Nordwesten der Gemarkung befindet sich der im Zeitraum von 2018 bis 2020 entstandene Windpark Kröppen-Staustein. Der Windpark besteht derzeit aus fünf Windkraftanlagen mit einer Gesamtleistung von 17.000 kW, mit einer Gesamthöhe von 241 Metern und einer Nabenhöhe von 166 Metern steht dort außerdem die höchste Anlage des Bundeslandes Rheinland-Pfalz. Nachdem der Windpark im August 2020 ans Stromnetz gegangen war, wurden im September desselben Jahres die beiden Windkraftanlagen vom Typ Vestas V-150 an einen neuen Betreiber, den Infrastrukturfonds „Wind Infrastructure I“, übergeben. Der Erwerb wurde vom Schweizer Transaktionsberater „re:cap global investors AG“ koordiniert.

### Freizeit und Tourismus
Kröppen verfügt über seine außergewöhnliche Lage über unterschiedliche Landschaftsbilder. So grenzt der Ort einerseits an den „Stausteiner Wald“, andererseits aber auch an zahlreiche Wiesen und Felder. Dieses ländliche Idealbild lockt jährlich zahlreiche Urlauber, Wanderer und auch Pilger an.
Durch Kröppen verlaufen die mit einer gelben Jakobsmuschel auf blauem Viereck markierte Südroute des Pfälzer Jakobswegs, der Weg führt von Speyer aus bis nach Hornbach, sowie der mit grünem Balken markierte Saar-Rhein-Weg, der von Saarbrücken über Zweibrücken-Niederauerbach und Sankt Germanshof an der französischen Grenze bis nach Rülzheim führt.
Seit 2020 gibt es mit dem „Schmuggler-Pfad“ in Kröppen einen vollständig beschilderten Themenweg, der die Entstehung des Zolls, den Alltag der Zöllner sowie besonders ausgefallene Schmuggelverstecke auf Schildern am Wegrand zeigt. Zudem hat die „Kröpper Dorfgemeinschaft“ einen Nachbau eines ehemaligen Zöllnerhäuschens an der Grenze zu Frankreich errichtet.

### Verkehr

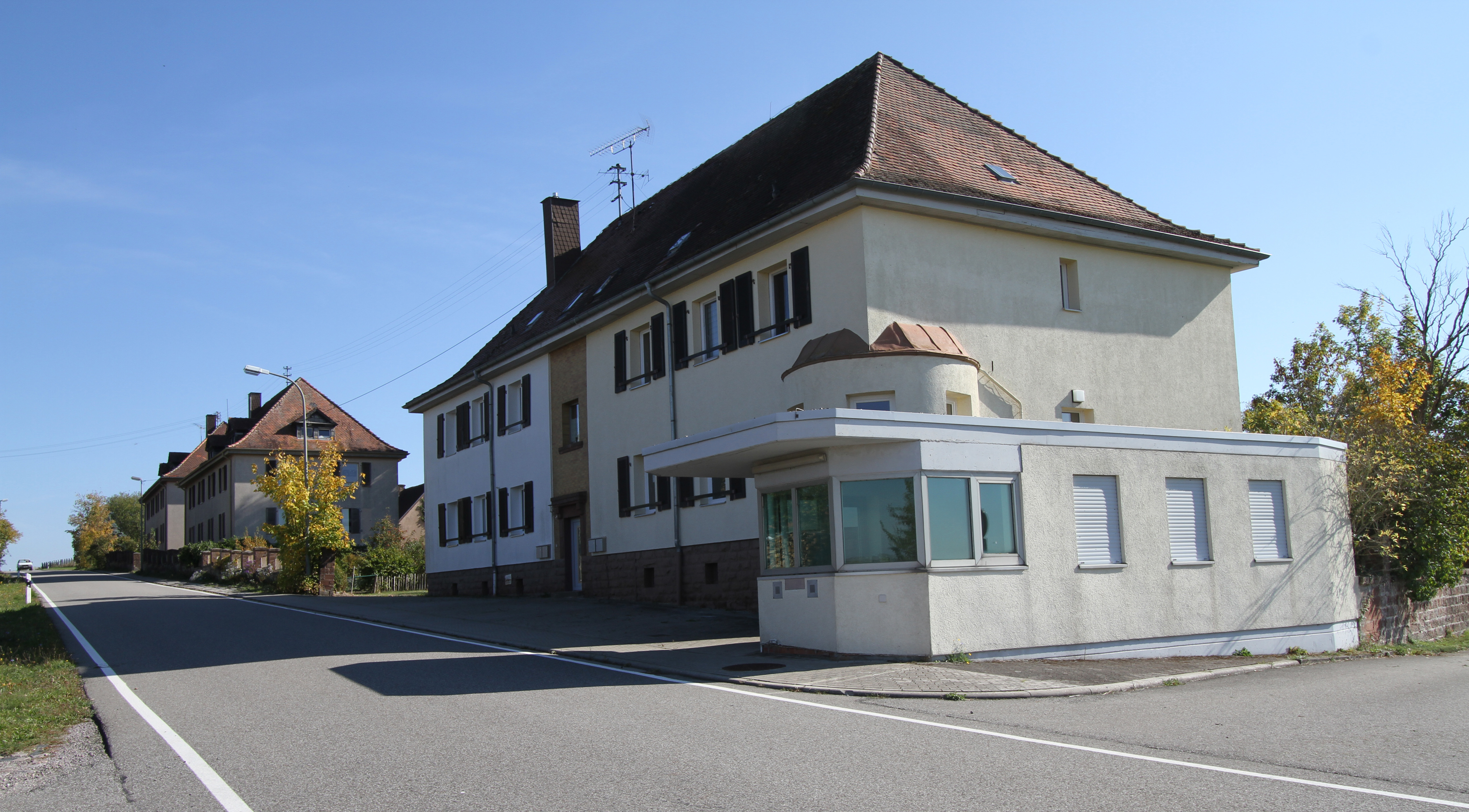
Frühere Zollstation

Durch den Ort führt die Landesstraße 483. Die Kreisstraße 4 verbindet den Ort mit Trulben und Bottenbach. Über die im Norden gelegene Auffahrt Walshausen der A 8 besteht Anschluss an den Fernverkehr. Bis das Schengener Abkommen die Grenzkontrollen innerhalb der Europäischen Gemeinschaft weitgehend beseitigte, befand sich in Kröppen eine Grenzkontroll- und Zollstation des deutsch-französischen Grenzübergangs Kröppen-Walschbronn für den Straßenverkehr der Verbindung zwischen Pirmasens und Bitche.

### Bildung
Die Gemeinde gehört zum Einzugsgebiet der Konrad-Adenauer-Grundschule in Vinningen sowie der dortigen Realschule plus.

### Medien
Bedeutendste Tageszeitung ist Die Rheinpfalz in ihrer Pirmasenser Ausgabe. Daneben wird die Pirmasenser Zeitung gelesen. Amtliche Mitteilungen werden im Amtsblatt der Verbandsgemeinde veröffentlicht. Die Ortsgemeinde war außerdem mehrfach Thema im SWR-Fernsehen.

## Persönlichkeiten

### Söhne und Töchter der Gemeinde
- Manfred Schnur (* 1951), Politiker (CDU)

### Personen, die vor Ort gewirkt haben
- Paul Sattel (1905–1960), Orgelbauer, schuf 1939 die Orgel für die örtliche Kirche
- Patricia Stephan (* 1993/94), deutsche Meisterin in Orientalischem Tanz, lebt in Kröppen